# Acrocephalus mendanae
Acrocephalus mendanae е вид птица от семейство Acrocephalidae.

## Разпространение
Видът е разпространен във Френска Полинезия.